# Plein emploi
Le plein emploi (ou plein-emploi) est une situation dans laquelle le chômage d'un territoire est réduit au chômage frictionnel incompressible, soit à un taux inférieur à 5 % au sens de l'OIT,. Il n'existe alors pas de difficulté particulière à trouver un emploi.
Le plein emploi peut concerner l'économie entière, ou bien seulement certains marchés du travail (par exemple, le marché des artisans qualifiés), lorsque le passage d’un marché du travail à l'autre est faible.
La Charte des Nations unies affirme le « plein emploi » dans son article 55 en chapitre IX. La Charte sociale européenne aussi l'affirme comme le droit au travail.

## Historique et situations de plein emploi
La Grande Dépression a été marquée par des situations parfois dramatiques de chômage et de pauvreté.
Au cours des Trente Glorieuses, il est souvent considéré que les pays développés étaient en situation de plein emploi. 
Ensuite, le chômage a fortement augmenté, particulièrement en Europe mais aussi aux États-Unis. 
En 2013, la situation du chômage en Europe, et aux États-Unis montre qu'un retour au plein emploi n'est vraisemblablement pas à envisager dans une perspective de court terme au regard des contextes politiques actuels.

## Théoriciens du plein emploi
En 1913, le terme de plein emploi apparaît pour la première fois sous la plume de l'économiste Arthur Cecil Pigou.
Dès 1936, sans pour autant être le théoricien du plein emploi, Keynes est cependant le premier à définir clairement ce concept.

## Politique économique pour le plein emploi
Le plein emploi est un objectif affiché par tous les gouvernements, mais les méthodes pour y parvenir diffèrent radicalement, ainsi que la place de cet objectif dans l'ordre des priorités (par rapport à la lutte contre l'inflation, la croissance économique, la réduction des inégalités de revenu, etc.).
Des économistes libéraux mettent parfois en doute la possibilité en France de réaliser la réforme de l'État-providence qu'ils jugent nécessaire.

## Débats
Les débats sur la possibilité d'atteindre le plein emploi ont toujours existé pendant les périodes où il n'était pas atteint. Certains politiques se sont résignés à abandonner les objectifs de plein emploi, alors que d'autres le considèrent comme un choix politique. Ainsi, certains se demandent si le plein emploi n'est pas une idée dépassée alors que d'autres cherchent de nouveaux moyens de l'atteindre ou de s'en approcher.

### Le plein emploi serait-il impossible?
Certains marxistes[réf. nécessaire], en se référant essentiellement à l'exemple de certains pays européens[réf. nécessaire], considèrent que le plein emploi est maintenant impossible.
- L'industrialisation a transformé les paysans en ouvriers, puis la tertiarisation en employés.
- L'automatisation a dépossédé d'une part de l'initiative au travail (tout en créant cependant de nouveaux métiers, plus qualifiés mais moins nombreux, reposant sur le savoir : économie de la connaissance).
- Concernant certains pays d'Europe, après une période d'amélioration et de progrès, les Trente Glorieuses de 1945 à 1975, diverses causes attribuées à l'informatisation ont engendré une société qui renoue avec le sous-emploi.
- Le XXIe siècle s'ouvre avec la robotisation qui peut supprimer certains emplois moins qualifiés en en créant de nouveaux pour mettre en place cette robotisation et sa maintenance (mais en nombre plus restreint).

Ceux qui pensent que la balance penche en faveur d'un sous-emploi chronique souhaitent repenser le modèle de fonctionnement des sociétés humaines qui jusqu’à présent reposent sur la notion de plein emploi. La solution passerait par une augmentation de la productivité et une baisse du temps de travail, afin d'augmenter le temps libre qui permettrait de faire croître la consommation, la création et le lien social. Certains proposent en parallèle la mise en place d'un revenu universel perçu par tous, pouvant être complété pour ceux qui le choisiraient par un travail rémunéré (salarié ou indépendant).
Pour l'économiste Bernard Friot, spécialiste des systèmes de protection sociale, nous n'avons jamais été si proches du plein emploi.

### Plein emploi et progrès technique
L'idée d'un progrès technique destructeur d'emplois a été rétorquée par Alfred Sauvy en 1980 dans son ouvrage La Machine et le chômage. Si ce progrès engendre en effet l'inutilité de certains métiers ou la forte hausse de leur productivité, il permet toutefois un « déversement » dans d'autres secteurs (comme les services), créant de nouvelles opportunités.

### Plein emploi et délocalisations
Par ailleurs, la mondialisation et les délocalisations qui en découlent sont des causes de sous-emploi dans les pays à revenus élevés. En effet, lorsqu'une production est délocalisée d'un pays A à un pays B, les revenus de la vente de cette production rémunèrent les salariés du pays B, et ne rémunèrent plus ceux du pays A. Le pays A voit donc sa masse salariale diminuer.
Inversement, la délocalisation augmente l'emploi dans le pays B, à plus faible revenu.